# カセセ

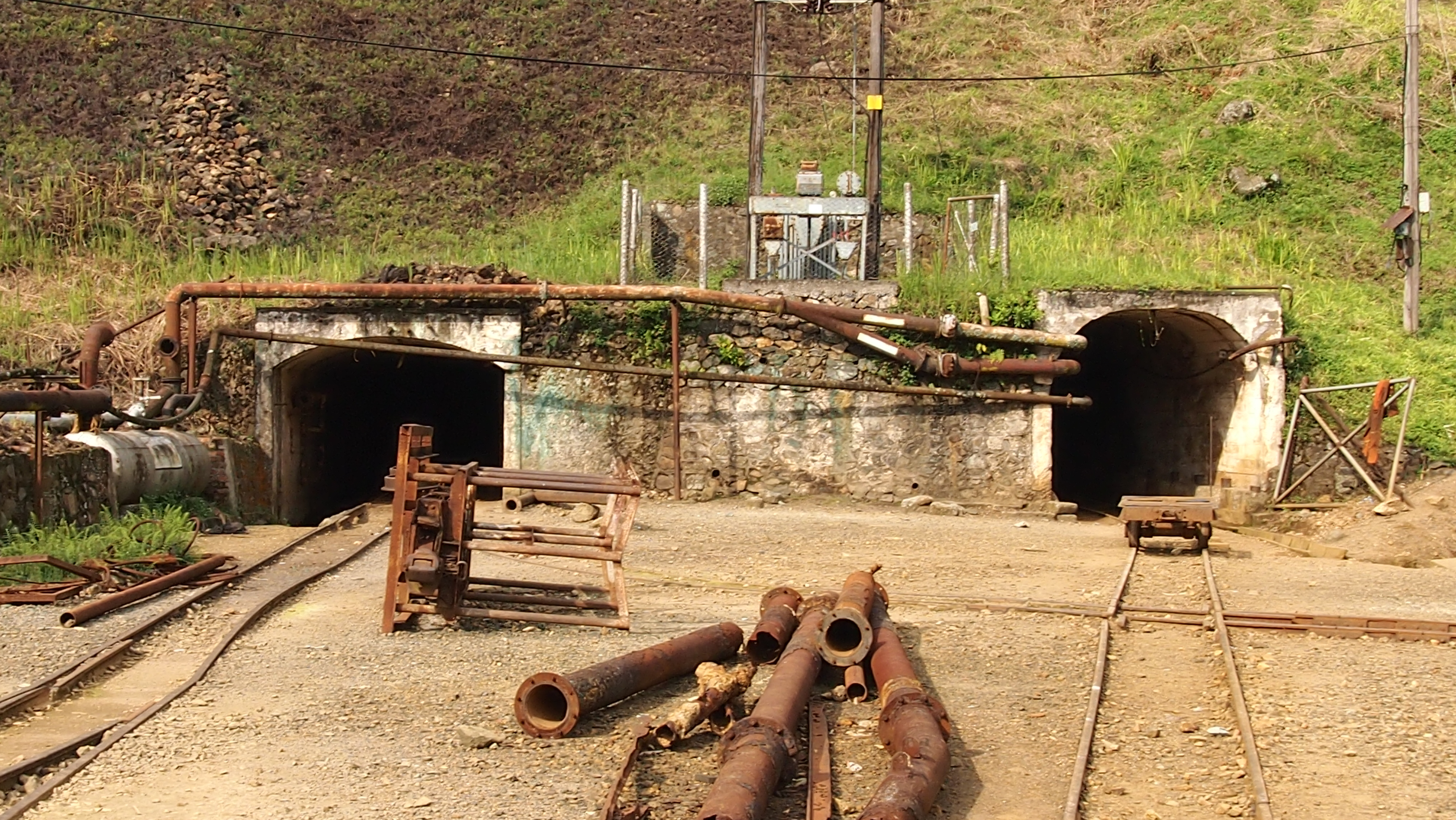
キレンベ銅山

カセセ(Kasese)はウガンダの西部地域西部のカセセ県の県都。人口は約11万人（2020年）。ルウェンゾリ地域の最大都市である。市域の約1/3をキバレ森林国立公園が占める。キレンベの銅山周辺で発展したが、後にコバルト採掘が中心になった。ルウェンゾリのチャールズ・ムンベレ王の宮殿が有る。

## 交通

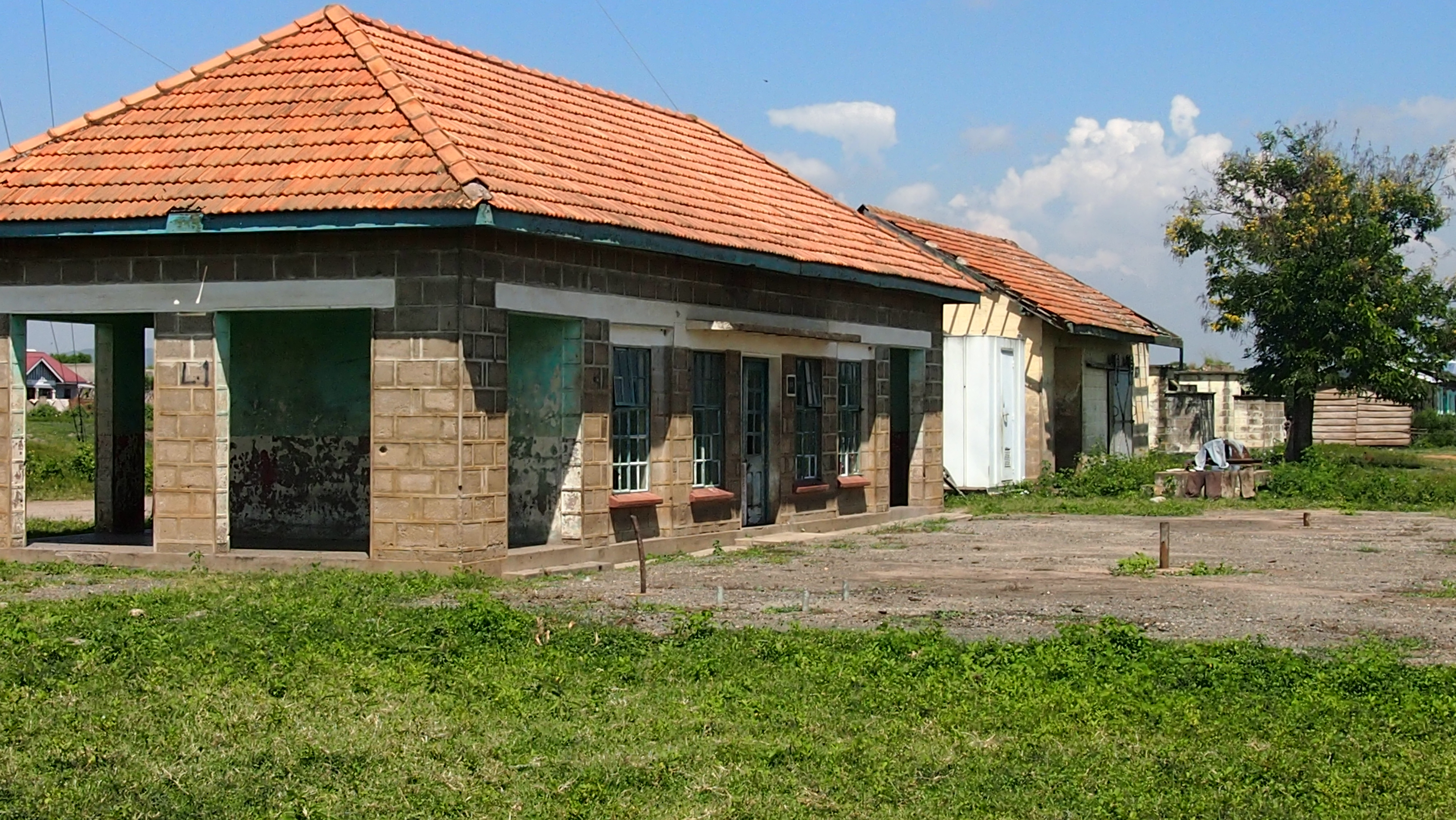
旧カセセ駅

- ウガンダ鉄道の西の終点
- カセセ空港（英語版）

## 地理
- ルウェンゾリ山地
- クイーン・エリザベス国立公園
- 首都カンパラから西に約345km[2]
- ムポンドウェ（英語版）(コンゴ民主共和国国境)から北東に約61km(道なり)[3]

## 人口動態
カセセはウガンダでも人口増加率の高い都市である。

- 観光客の増加：クイーン・エリザベス国立公園とルウェンゾリ山地国立公園の入口である[5]
- キレンベ鉱山の雇用：2015年1月時点で3000人以上[6][7]
- ヒマ・セメント（英語版）の雇用：約24km北のヒマに有る[8]
- コンゴ民主共和国の北キヴ州との貿易の増加：国境の町のムポンドウェ（英語版）は、道なりで約61km南西に位置する